# Rod Paige
Roderick Raynor Paige, detto Rod (Monticello, 17 giugno 1933) è un politico e docente statunitense, segretario dell'Istruzione durante la presidenza Bush Jr. dal 2001 al 2005.

## Biografia
Nato a Monticello, nel Mississippi, si è laureato alla Jackson State University e ha poi conseguito un master in educazione fisica. Ha prestato servizio presso la United States Navy per due anni dal 1955 al 1957 per poi insegnare educazione fisica in due scuole del Mississippi. Si spostò poi a Houston, nel Texas, dove venne nominato soprintendente presso la Houston Independent School District.
Nel 2001 venne nominato segretario dell'Istruzione da George W. Bush. Rimase in carica fino al 2005, alla scadenza del primo mandato del presidente, e venne succeduto da Margaret Spellings.